# 田中きずな
田中 きずな （たなか きずな、2004年12月3日 - ）は日本の女性プロレスラー。本名は田中希沙（読みは同じ）。父はプロレスラーの田中稔、母は元プロレスラーの府川唯未。神奈川県逗子市出身。マリーゴールド所属。血液型O型。

## 所属
- プロレスリングWAVE（2023年4月2日 - 2024年7月1日）
- マリーゴールド（2024年7月12日 - ）

## 来歴・戦績
2022年
- 4月14日 プロレスリングWAVEの記者会見にて入団発表記者会見を行う。WAVE会長のGAMIと田中夫妻と交えた話し合いから、学業優先として練習に参加し、デビューは高校卒業してからの条件とした。

2023年
- 2月5日、公開プロテストを行われ合格。
- 4月2日 WAVE新宿FACE大会「PHASE2 Reboot 4th『NAMI☆1～Apr.～’23』」にて、同期である炎華との対戦でデビュー。

2024年
- 2月12日 ガンバレ☆プロレス『GanJo Emerald Dragon ’24』（高島平区民館大会）にて、対リアラ戦でシングル初勝利。
- 4月11日、体調不良のため長期欠場。
- 7月1日、プロレスリングWAVEを退団。
- 7月12日、マリーゴールドに入団。背番号は母・府川唯未のライセンスナンバーと同じ「6」に決定。
- 7月13日、両国国技館でマリーゴールド移籍後初戦を行い、ビクトリア弓月とのコンビで天麗皇希＆後藤智香組と対戦し時間切れ引き分け。

## 人物
WAVE道場へ指導に赴く母に同行し、幼いころからプロレスに親しむ。栗原あゆみに憧れ、プロレスラーを志す。しかし母の府川は急性硬膜下血腫とクモ膜下出血と生命の危機もあった状態で引退したため、両親ともに猛反対にあっている。高校卒業までその思いを持ち続けていたことから、最終的には両親ともに折れ、デビュー記者会見にも同席した。

## タイトル歴
プロレスリングWAVE
- WAVE認定タッグ王座 - 第33代（パートナーは炎華）

## 入場テーマ曲
- pile up links[10]

## 得意技
- Re:Dream
- ドロップキック
- 雪崩式腕十字固め
- HEATクラッチ

## 写真集
デジタル写真集
- 戦う女グラフィティ（2024年12月13日、講談社）
- ヤンマガアザーっす！<YM2025年14号未公開カット>（2025年4月25日、講談社）